# Locomotive FNM 41-44
Le locomotive 41 ÷ 44 delle Ferrovie Nord Milano erano un gruppo di locotender di rodiggio 0-2-1, costruite nel 1886–1887 dalla Maschinenfabrik Esslingen.
Inizialmente, solo un'unità (la 41) apparteneva alle FNM; le altre 4 furono consegnate alla Società Anonima per la Ferrovia Novara-Seregno (FNS), che le numerò da 10 a 12. Nel 1888, quando la FNS cedette l'esercizio delle sue linee alle FNM, anche le 3 locomotive passarono a quest'ultima società, dove ottennero i numeri da 42 a 44.
In seguito ai buoni risultati ottenuti con le locomotive 251 ÷ 262, a rodiggio 2-2-0, le FNM decisero nel 1908 di modificare le 41 ÷ 44 con analogo rodiggio; così ricostruite, le macchine fecero servizio fino alla metà degli anni trenta.